# Неразрывный пробел
Неразры́вный пробе́л (англ. non-breaking space) — элемент компьютерной кодировки текстов, отображающийся внутри строки подобно обычному пробелу, но не позволяющий программам отображения и печати разорвать в этом месте строку. Используется для автоматизации вёрстки, правила которой предписывают избегать разрыва строк в известных случаях (большей частью для удобочитаемости).

## В компьютерах
Неразрывный пробел отсутствует в стандартных раскладках клавиатуры в операционных системах Windows, но присутствует в некоторых специализированных раскладках — например, в типографской раскладке Ильи Бирмана для Windows он вводится нажатием сочетания клавиш AltGr+Пробел. В системах семейства macOS неразрывный пробел вводится сочетанием ⌥ Option+Пробел.
Для облегчения набора неразрывного пробела в некоторых текстовых редакторах также предусматривается специальное сочетание клавиш — к примеру, в Microsoft Word и OpenOffice.org Writer это Ctrl+⇧ Shift+Пробел.
Кроме собственно неразрывного пробела (то есть символа, отличающегося от «обычного» межсловного пробела в данном шрифте только тем, что по нему нельзя переносить), в Юникоде определены ещё несколько пробельных символов, перенос по которым запрещён. Они отличаются друг от друга шириной.
| Название в Юникоде    | Код в Юникоде     | Код в Юникоде | Выглядит | Мнемоника в HTML 4   | Пояснения                                                                             |
| Название в Юникоде    | шестнадцатеричный | десятичный    | Выглядит | Мнемоника в HTML 4   | Пояснения                                                                             |
| --------------------- | ----------------- | ------------- | -------- | -------------------- | ------------------------------------------------------------------------------------- |
| NO-BREAK SPACE        | 00A0              | 0160          | « »      | &nbsp;               | По ширине совпадает с межсловным пробелом.                                            |
| FIGURE SPACE          | 2007              | 8199          | « »      | &#x2007; или &#8199; | Имеет такую же ширину, что и цифры в данном шрифте, и предназначен для набора таблиц. |
| NARROW NO-BREAK SPACE | 202F              | 8239          | « »      | &#x202F; или &#8239; | Узкий неразрывный пробел.                                                             |
| WORD JOINER           | 2060              | 8288          | «⁠»       | &#x2060; или &#8288; | Неразрывный пробел с нулевой шириной.                                                 |

Кроме того, в кодировке ASCII (256-символьной таблице) код данного символа — 255 (по ширине соответствует NO-BREAK SPACE из таблицы выше).

## Правила применения внаборе
- между двумя инициалами и между инициалами и фамилией используется узкий пробел[3] («А. С. Пушкин»);
- между сокращёнными обращениями и фамилией («г-н Иванов»), а также после географических сокращений («г. Москва», «о-ва Кука»);
- между знаками номера, параграфа и относящимися к ним цифрами («№ 8», «§ 104»);
- внутри сокращений используется узкий пробел[3] («и т. д.», «т. е.», «н. э.» и т. п.);
- между числами и относящимися к ним единицами измерения или счётными словами («12 кг», «1981 г.», «гл. IV»);
- перед тире в середине предложения («Восемнадцать — это совсем не мало»); типографские правила требуют по обеим сторонам тире ставить 2-пунктовую шпацию (пробел шириной 2 типографских пункта), но часто из-за ограничений компьютерного набора ставят межсловный пробел (слева от тире — неразрывный, справа — обычный);
- между группами цифр в многозначных числах, по три цифры справа налево, начиная с четырёх-[4] или пятизначных[5] чисел («2 132 128 байт»); типографские правила требуют ставить здесь укороченный пробел, но часто из-за ограничений компьютерного набора ставят полный;
- перед номерами версий программных продуктов и частями их названий, состоящими из цифр или сокращений («Ubuntu 20.04», «Windows XP»);
- после предлогов и союзов (особенно однобуквенных или начинающих предложение), прежде всего в заголовках («Стремиться к совершенству»); после частицы «не», перед частицами «бы», «ли», «же».

## Установка неразрывного пробела в текстовых компьютерных программах

### Microsoft Word
В текстовом редакторе Microsoft Word вставка неразрывного пробела может осуществляться через пункт меню «Вставка символа», либо комбинацией клавиш Ctrl+⇧ Shift+Пробел, либо с использованием Alt-кода (Alt+0160 или Alt+255). В версии Microsoft Word 2013 разработчики программы добавили этому символу свойство растяжимости, то есть в случае форматирования текста по ширине страницы ширина неразрывного пробела изменялась так же, как и у обычных пробелов. Однако в версии Microsoft Word 2016 неразрывный пробел вновь стал нерастяжимым.

### Apple Pages
В текстовом редакторе Apple Pages неразрывный пробел устанавливается сочетанием клавиш: ⌥ Option+Пробел